# Mangui
Mangui (kinesiska: 满归, 满归镇) är en köpinghuvudort i Kina. Den ligger i den autonoma regionen Inre Mongoliet, i den norra delen av landet, omkring 1 500 kilometer nordost om regionhuvudstaden Hohhot. Antalet invånare är 11 622. Befolkningen består av 5 685 kvinnor och 5 937 män. Barn under 15 år utgör 10,0 %, vuxna 15-64 år 79 %, och äldre över 65 år 9,0 %.
Runt Mangui är det mycket glesbefolkat, med 7 invånare per kvadratkilometer. Det finns inga andra samhällen i närheten. I omgivningarna runt Mangui växer i huvudsak blandskog.